# 食卓の大冒険
『食卓の大冒険』（しょくたくのだいぼうけん）は、1989年10月1日から1992年10月9日まで朝日放送（ABCテレビ）で放送されたクイズ形式の料理バラエティ番組である。1989年10月1日から1990年1月14日までは『食卓の大冒険 美味でバビデブー』というタイトルの料理情報番組だったが、これについてもこの項目で記す。

## 概要
日曜正午から放送の45分枠の料理情報番組としてスタートしたが、放送開始から3か月後の1990年1月21日にクイズ形式の番組にリニューアル。1991年10月16日には水曜19:00枠へ移動したが、その際に30分に縮小された。
なお、最末期の1992年4月から9月までは同じ時間帯に『ABCプロ野球中継』が入ることもあり、その際には同じローカル番組という特性上、番組そのものを休止することで対応していた（直後の『水曜特バン!』は全国ネット番組のため、土曜昼に振替放送）。

## 出演者

### 司会
- 初代（1989年10月1日 - 1990年1月14日）：せんだ光雄・林寛子
- 2代目（1990年1月21日 - 1991年9月）：上沼恵美子・北野誠
- 3代目（1991年10月16日 - 1992年10月9日）: 上沼恵美子・宮根誠司（当時朝日放送アナウンサー）

### レギュラー
- 原田伸郎
- 松居直美
- 芦川百々子
- 藤本喜寛（当時辻調理技術専門学校西洋料理主任教授）
- 川下大洋（ナレーター・リポーター）
- 升毅（ナレーター、初期のみ）
- 熊倉一雄（オープニングナレーション、初期のみ）

## 主題歌
- ごはんを食べよう（嘉門達夫）

## 放送局
| 放送対象地域 | 放送局       | 系列           | 放送日時                                                                                    | 備考                           |
| ------------ | ------------ | -------------- | ------------------------------------------------------------------------------------------- | ------------------------------ |
| 近畿広域圏   | 朝日放送     | テレビ朝日系列 | 日曜 12:00 - 12:45 （1989年10月 - 1991年9月） 水曜 19:00 - 19:30 （1991年10月 - 1992年9月） | 製作局                         |
| 中京広域圏   | 名古屋テレビ | テレビ朝日系列 | 土曜 10:40 - 11:25 （1990年4月 - ）                                                         | 『美味でバビデブー』は未ネット |
| 千葉県       | 千葉テレビ   | 独立UHF局      | 水曜深夜                                                                                    |                                |

| 朝日放送 日曜12:00 - 12:45枠                      | 朝日放送 日曜12:00 - 12:45枠                                            | 朝日放送 日曜12:00 - 12:45枠                         |
| 前番組                                            | 番組名                                                                  | 次番組                                               |
| ------------------------------------------------- | ----------------------------------------------------------------------- | ---------------------------------------------------- |
| that's漫才                                        | 食卓の大冒険 美味でバビデブー ↓ 食卓の大冒険 （1989年10月 - 1991年9月） | 松ちゃん浜ちゃんの純情通り三番地 ※枠移動とともに改題 |
| 朝日放送 水曜19時台前半（1991年10月 - 1992年9月） |                                                                         |                                                      |
| ザ・クイズショップ                                | 食卓の大冒険 ※ここまでローカル番組枠                                    | クイズ!いち2の三枝 ※以降はテレビ朝日から同時ネット   |